# Friedrich Wetter
Friedrich Wetter (20 de febrero de 1928) es el cardenal arzobispo emérito de la Archidiócesis de Múnich y Frisinga, en Alemania. Su renuncia al cargo de Arzobispo Metropolitano de Múnich y Freising fue aceptada el 2 de febrero de 2007 por el papa Benedicto XVI, que fue predecesor inmediato del cardenal Wetter en ese puesto antes de ser nombrado prefecto para la Congregación de la Doctrina de la Fe por el papa Juan Pablo II.

## Primeros años y ordenación sacerdotal
Nacido en Landau (Renania-Palatinado). Estudió teología en esta misma ciudad y desde 1948 a 1956, en la Universidad Gregoriana en Roma, donde obtuvo el doctorado en teología. En 1953, fue ordenado sacerdote en Roma.
Después de haber sido capellán durante dos años (1956-1958) en Espira, enseñó en el seminario de la misma ciudad por otros dos años (1958-1960), y fue vicario parroquial durante un año en Glanmünchweiler. Fue profesor de Teología Fundamental en la Eichstätt durante cinco años (1962-1967) y profesor de Teología Dogmática en la Universidad Johannes Gutenberg de Maguncia en 1967, cargo que ocupó durante solo un año.

## Episcopado

### Obispo de Espira
El 28 de mayo de 1968, el Papa Pablo VI lo nombró XIV Obispo de la Diócesis de Espira.
El 29 de junio siguiente, es consagrado obispo por el Obispo Emérito de Espira, Mons. Isidor Markus Emanuel; co-consagrantes: Mons. Hermann Volk, Obispo de Maguncia, y el Obispo de Tréveris, Mons. Alfred Kleinermeilert.

### Arzobispo de Múnich y Frisinga
El 28 de octubre de 1982, el Santo Padre Juan Pablo II lo nombró XII Arzobispo Metropolitano de la Arquidiócesis de Múnich y Frisinga. 
Sucedió al Cardenal Joseph Aloisius Ratzinger (Benedicto XVI), quien fue llamado a Roma para ser el Prefecto de la Congregación para la Doctrina de la Fe.
Tomó posesión canónica de la Sede Episcopal el 12 de diciembre de 1982.

## Cardenalato
Fue nombrado cardenal por el papa Juan Pablo II en 1985, con el título de Cardenal Presbítero de San Esteban en Monte Celio fue uno de los cardenales electores que participaron en el Cónclave de 2005 que salió elegido Papa Benedicto XVI.

### Arzobispo Emérito de Múnich y Frisinga
El 2 de febrero 2007 el Papa Benedicto XVI aceptó su renuncia, conforme al canon 354 del Código de Derecho Canónico (por motivos de edad). El 30 de noviembre de 2007, Reinhard Marx, entonces Obispo de Tréveris fue nombrado como sucesor de Wetter.